# Stolarka Wołomin
TS Stolarka Wołomin – nieistniejący już polski męski klub siatkarski z siedzibą w Wołominie, założony 19 lipca 1995 roku. W 2002 roku drużyna połączyła się z klubem GKS Kazimierz Płomień - Polska Energia Sosnowiec, który zajął miejsce Stolarki w Polskiej Lidze Siatkówki.

## Historia

### Chronologia nazw
- 1995: Towarzystwo Siatkówki (TS) Stolarka Wołomin
- 2002: połączenie z GKS Kazimierz Płomień - Polska Energia Sosnowiec
- 2003: rozwiązanie klubu

### Powstanie
Towarzystwo Siatkówki Stolarka Wołomin powstało 19 lipca 1995 roku. Prezesem klubu wybrano ówczesną dyrektor organizacyjno-prawną firmy Stolarka Wołomin SA, Helenę Kusiak. 13 listopada tego samego roku klub przejął drugoligową licencję od sekcji siatkarskiej miejscowego klubu Huragan. Decyzja o przekazaniu licencji nowemu podmiotowi była spowodowana złą sytuacją finansową klubu i ograniczaniem wydatków w klubie. Większość składu nowej drużyny stanowili zawodnicy Huraganu z pierwszego zespołu oraz zespołów młodzieżowych.

### Gra w ekstraklasie
Stolarka, wywalczając w sezonie 1999/2000 awans do I ligi serii A, formalnie nigdy w niej nie zagrała. Po sezonie 1999/2000 doszło do reformy rozgrywek centralnych i w miejsce I ligi serii A powstała w pełni profesjonalna Polska Liga Siatkówki i to w niej zagrał wołomiński zespół.
Debiut zespołu w PLS miał miejsce 29 września 2000 roku. Tego dnia beniaminek ligi przegrał w Radzyminie z obrońcą tytułu Mostostalem Azotami Kędzierzyn-Koźle 0:3.

### Upadek klubu
9 maja 2002 roku dotychczasowy strategiczny sponsor klubu, Stolarka Wołomin SA, wypowiedziała umowę sponsorską klubowi. Oznaczało to konieczność poszukiwania nowego inwestora bądź klubu, który wykupi miejsce w ekstraklasie. 17 czerwca tego samego roku drużyna połączyła się z klubem GKS Kazimierz Płomień - Polska Energia Sosnowiec, który zajął miejsce Stolarki Wołomin w Polskiej Lidze Siatkówki. Początkowo planowano, że wołomiński klub zamieni się miejscami z grającymi w sezonie 2001/2002 w I lidze serii B Sosnowiczanami. Ostatecznie nie udało się utrzymać zespołu nawet w serii B.
Chociaż ligowy zespół seniorów przestał istnieć jeszcze przed startem sezonu 2002/2003, samo Towarzystwo Siatkówki Stolarka Wołomin istniało do 30 czerwca 2003 roku. Do tego czasu istniały sekcje młodzieżowe. Powodem ostatecznego rozwiązania TS było wysokie zadłużenie klubu - sięgające ponad 400 tys. złotych - oraz brak perspektyw rozwoju. Przed rozwiązaniem TS, do dymisji podała się prezes klubu - Helena Kusiak. Po jej ustąpieniu klub nie miał już nowego prezesa.

### Kontynuatorzy tradycji
Pełniący obowiązki prezes TS - Marek Stroczkowski podczas rozwiązującego klub walnym zebraniu, poinformował, że ma zamiar powołać w Wołominie nowe stowarzyszenie, które będzie kontynuowało tradycje siatkarskie w tym mieście. W tym samym roku powstał KPS Wołomin.
Zespoły juniorskie funkcjonują obecnie w WUKS Junior Stolarka Wołomin.

## Bilans sezon po sezonie
| Sezon                      | Miejsce |
| -------------------------- | ------- |
| 1995/1996 - II liga        | 6       |
| 1996/1997 - II liga        | 1       |
| 1997/1998 - I liga seria B |         |
| 1998/1999 - I liga seria B |         |
| 1999/2000 - I liga seria B |         |
| 2000/2001 - I liga seria A | 6       |
| 2001/2002 - I liga seria A | 6       |

Poziom rozgrywek:
     pierwszy, najwyższy ogólnokrajowy
     drugi
     trzeci
     czwarty
Źródło:

## Trenerzy
| Od              | Do              | Imię i nazwisko   |
| --------------- | --------------- | ----------------- |
| 1 sierpnia 1995 | 31 grudnia 1995 | Andrzej Doktorski |
| 1 stycznia 1996 | 7 maja 2002     | Krzysztof Felczak |
| 1 sierpnia 2002 | 31 maja 2003    | Maciej Nowak      |

Źródło: